# Ménetreuil
Ménetreuil is een gemeente in het Franse departement Saône-et-Loire (regio Bourgogne-Franche-Comté) en telt 338 inwoners (1999). De plaats maakt deel uit van het arrondissement Louhans.

## Geografie
De oppervlakte van Ménetreuil bedraagt 14,9 km², de bevolkingsdichtheid is 22,7 inwoners per km².
De onderstaande kaart toont de ligging van Ménetreuil met de belangrijkste infrastructuur en aangrenzende gemeenten.

## Demografie
Onderstaande figuur toont het verloop van het inwonertal (bron: INSEE-tellingen).